# واتارو إيشيجيما
واتارو إيشيجيما (باليابانية: 渉 渉) هو إحاثي وجيولوجي وعالم نبات ياباني ولد عام 1906 وتوفي عام 1980، وهو أحد أغزر الباحثين عن الأحفوريات الجيرية والطحالب.
بعد التخرج من معهد فيشريس الإمبراطوري في طوكيو، (حاليا جامعة طوكيو للعلوم البحرية) في عام 1927، التحق إيشيجيما بمعهد الجيولوجيا وعلم الأحافير التابع لكلية العلوم في جامعة توهوكو الإمبراطورية (سنداي) من 1927-1931. ثم عمل في معهد الجيولوجيا بجامعة تايهوكو الإمبراطورية (تايبيه) خلال 1942-1945 ثم في جامعة ريكيو (طوكيو) من 1945-1980. نشر إيشيجيما رسالة الدكتوراه عام 1954. وصف إيشيجيما ما مجموعه 139 تصنيفا من الطحالب الجيرية الأحفورية بما في ذلك ما لا يقل عن 114 نوعا من الطحلبيات المرجانية، ونشر أكثر من 45 منشورا حول تصنيف الطحلبيات المرجانية.